# 丰特斯德马加尼亚
丰特斯德马加尼亚，是西班牙卡斯蒂利亚-莱昂索里亚省的一个市镇。总面积11平方公里，总人口90人（2001年），人口密度8人/平方公里。